# Мовил (Ајова)
Мовил (енгл. Moville) град је у америчкој савезној држави Ајова. По попису становништва из 2010. у њему је живело 1.618 становника.

## Демографија
Према попису становништва из 2010. у граду је живело 1.618 становника, што је 35 (2,2%) становника више него 2000. године.
| Група             | 2000.         | 2010.         |
| Белци             | 1.557 (98,4%) | 1.547 (95,6%) |
| Афроамериканци    | 4 (0,3%)      | 6 (0,4%)      |
| Азијати           | 2 (0,1%)      | 7 (0,4%)      |
| Хиспаноамериканци | 14 (0,9%)     | 30 (1,9%)     |
| Укупно            | 1.583         | 1.618         |